# Ephedra sinica
Ephedra sinica és una espècie de gimnosperma de la divisió Gnetophyta, família Ephedraceae, natural de l'est de l'Àsia des de l'Himàlaia al Nepal. És un arbust semblant a un equiset, amb els quals no guarda cap relació. És natural de la Xina, d'on li ve la seva denominació.
És la més important de les varietats d'efedra sent emprada des de fa mil·lennis. A la Xina és coneguda com a Ma Huang per les seves propietats descongestives, antiasmàtiques i estimulants.
A Espanya existeixen en abundància altres espècies d'efedra. Aquesta planta pot tenir conseqüències fatals per a l'home, ja que tota la planta és verinosa a excepció del fruit carnós que envolta a la llavor.

## Característiques
És un petit arbust de 20-40 cm d'altura amb branques articulades de color verd clar. Les fulles són petites, escamoses, oposades i estan unides per la seva base. Les flors són grogues o verdes i s'agrupen en aments. El fruit és un aqueni amb dos carpels i una llavor en el seu interior, amb bràctees carnoses i similar a una baia vermella.

## Accions terapèutiques i usos
En Xina s'ha usat tradicionalment per a tractar refredats, dispnees, edemes i febres. És una de les 50 herbes fonamentals usades en la medicina tradicional xinesa.
L'efedrina té una estructura química similar a l'adrenalina. Presenta una acció estimulant del sistema simpàtic i de les fibres musculars llises per tant indueixen l'estimulació del sistema nerviós central, broncodilatació i vasoconstricció.
Travessa la barrera hematoencefàlica però es metabolitza poc pel que la seva acció és més duradora que la de l'adrenalina.
Produeix a més un efecte psicoestimulant, augmentant la capacitat de concentració i reduint la sensació de fatiga i somni.
Quan es combina amb la cafeïna, l'efedrina sembla induir pèrdua de pes (en assajos clínics d'1-12 mesos de durada). No obstant això, els estudis sobre l'efedra o l'efedrina són equívocs. Nombrosos assajos clínics han documentat l'eficàcia de l'efedrina en el tractament de la broncoconstricció i hipotensió per asma.
Tradicionalment s'ha utilitzat en casos de rinitis, anafilaxi, com antiinflamatori, antiviral, inhibidor de l'apetit; com estimulant del desenvolupament de la massa muscular, contra la disúria, els calfreds, refredats; en la síndrome miastènica congènita; per la tos, com descongestiu; en casos depressió; com diürètic; en casos de dispnea, edema; estimulador energètic, per les febres, grip, gonorrea, gota, urticària, sudoració excessiva, malaltia renal; com estimulant del metabolisme; en el tractament de la narcolèpsia, nefritis, en el tractament d'infeccions del tracte respiratori superior i com estimulant uterí.
L'efectivitat en aquests casos no s'ha provat completament en humans pel que la seva seguretat i eficàcia no es poden demostrar.

## Efectes adversos
El 6 de febrer de 2004, l'Administració d'Aliments i Fàrmacs dels Estats Units (FDA) va emetre un judici final prohibint la venda de suplements dietètics que continguessin alcaloides d'efedrina tals com l'efedra, perquè tals suplements tenen un alt risc d'ocasionar malalties o lesions incloent, fins i tot, la mort.
L'efedra apareix reflectida en la "lista de plantas cuya venta al público queda prohibida o restringida por razón de su seguridad" editada pel Ministeri de Sanitat i Consum d'Espanya. Aquest considera tòxiques les parts aèries de totes les espècies d'efedra.
Algunes persones poden sentir molèstia abdominal acompanyada de nàusees, vòmit, diarrea, pèrdua d'apetit, restrenyiment; ansietat, mareig, mal de cap, calfreds, insomni, sequedat en la boca, deliris o desmais.
També pot causar irritabilitat, eufòria, al·lucinacions, atacs d'epilèpsia o apoplexies, així com disminució en els nivells de potassi en la sang, exageració de la resposta reflexiva, debilitat, dolor i lesió muscular, depressió, manies, agitació, pensaments suïcides o símptomes similars a la malaltia de Parkinson.
Les persones amb antecedents d'apoplexies o atacs isquèmics transitoris, tremolors o insomni han d'evitar prendre efedra. Les persones amb historial de malalties psiquiàtriques, especialment si han estat tractades amb inhibidors de la monoamina oxidasa (IMAO), han de consultar amb un professional de la salut degudament qualificat, abans de prendre suplements d'efedra.
L'efedra pot causar rigidesa en el pit, irregularitat del ritme cardíac, lesió al múscul cardíac, hipertensió, atac cardíac, retenció de fluids en els pulmons, dificultat respiratòria, disfunció sistòlica ventricular esquerra per cardiomiopatia dilatada, dissecció coronària, trombosi o arrest cardíac. Les persones amb historial de malalties cardíaques, trastorns de ritme cardíac o hipertensió han d'usar l'efedra amb precaució extrema.
Altres efectes secundaris poden incloure lesió hepàtica, càlculs renals, dolor o dificultat per a orinar, augment de la producció d'orina o contraccions uterines. Aquests potencials efectes poden ocasionar que es limiti el seu ús en persones amb malalties renals o hipertròfia de pròstata.
Les persones que pateixin trastorns de la glàndula tiroide o de glaucoma, han d'utilitzar-lo amb precaució.
En teoria, pot disminuir els nivells de sucre en la sang. Es recomana el seu ús amb precaució per a aquells pacients amb diabetis o hipoglucèmia, i per a aquells que estiguin prenent drogues, herbes o suplements que afectin el sucre en la sang. Pot ser que sigui necessari que un professional de la salut degudament qualificat supervisi els nivells de glucosa sèrica i faci ajustaments dels medicaments.

## Embaràs i lactància
L'efedra no ha d'utilitzar-se durant l'embaràs pels riscos que implica tant per a la mare, com per al fetus. S'ha trobat que l'efedrina penetra la placenta i incrementa la freqüència del batec cardíac del fetus. A més pot induir contraccions uterines i provocar l'avortament.
Tampoc ha de ser utilitzat durant la lactància doncs l'efedrina penetra a la llet materna i s'ha associat amb irritabilitat, plor i insomni en nadons.

## Interaccions/Intoxicacions
Després d'un estudi hospitalari realitzat entre pacients que van ser estudiats i avaluats preoperatoriament i que més de la meitat d'ells consumien Ephedra sinica, es va concloure que aquesta planta pot interaccionar amb els fàrmacs utilitzats en l'anestesia. A més pot incrementar la pressió sanguínia i la freqüència cardíaca pel que s'ha de suspendre la seva administració dues o tres setmanes abans de l'operació.
Aquest augment de la pressió arterial fa que pugui interferir amb la medicació antihipertensiva en pacients tractats per aquest mal, incloent la dioxina, alfa bloquejadors, beta bloquejadors, diürètics, bloquejadors del canal de calci o inhibidors de l'enzim convertidor de angiotensina (ACE).
La insulina i els hipoglicemiants orals podrien interaccionar amb les herbes "estimulants" com l'efedra produint-se una disminució de l'efecte hipoglicemiant, ja que aquesta augmenta la glucosa sanguínia però el seu ús combinat amb cafeïna incrementa les concentracions de glucosa i lactat en sang.
Quan es combinen la cafeïna i la teofil·lina amb l'efedra, aquestes drogues poden ocasionar dificultat per a agafar el son, nerviosisme o molèstia estomacal. La combinació d'efedrina i cafè pot ser fatal.
Quan s'usa conjuntament amb els broncodilatadors o descongestius nasals que portin pseudoefedrina, aquests podrien tenir un efecte incrementat.
Els seus efectes adversos relacionats amb el sistema cardiovascular, com la hipertensió, lesions al múscul cardíac i ritme cardíac irregular, es poden potenciar amb la seva ingesta combinada amb antidepressius inhibidors de la monoaminooxidasa (IMAO).
No obstant això si es combina amb antidepressius tricíclics o amb fenitoïna pot causar hipotensió.
L'efedra pot reduir els efectes d'esteroides, i pot incrementar els nivells sèrics de les hormones tiroïdals i alterar els tractaments hormonals d'aquesta glàndula. Els medicaments que alterin l'acidesa de l'orina poden reduir l'efectivitat de l'efedra.